# Рой, Джемини

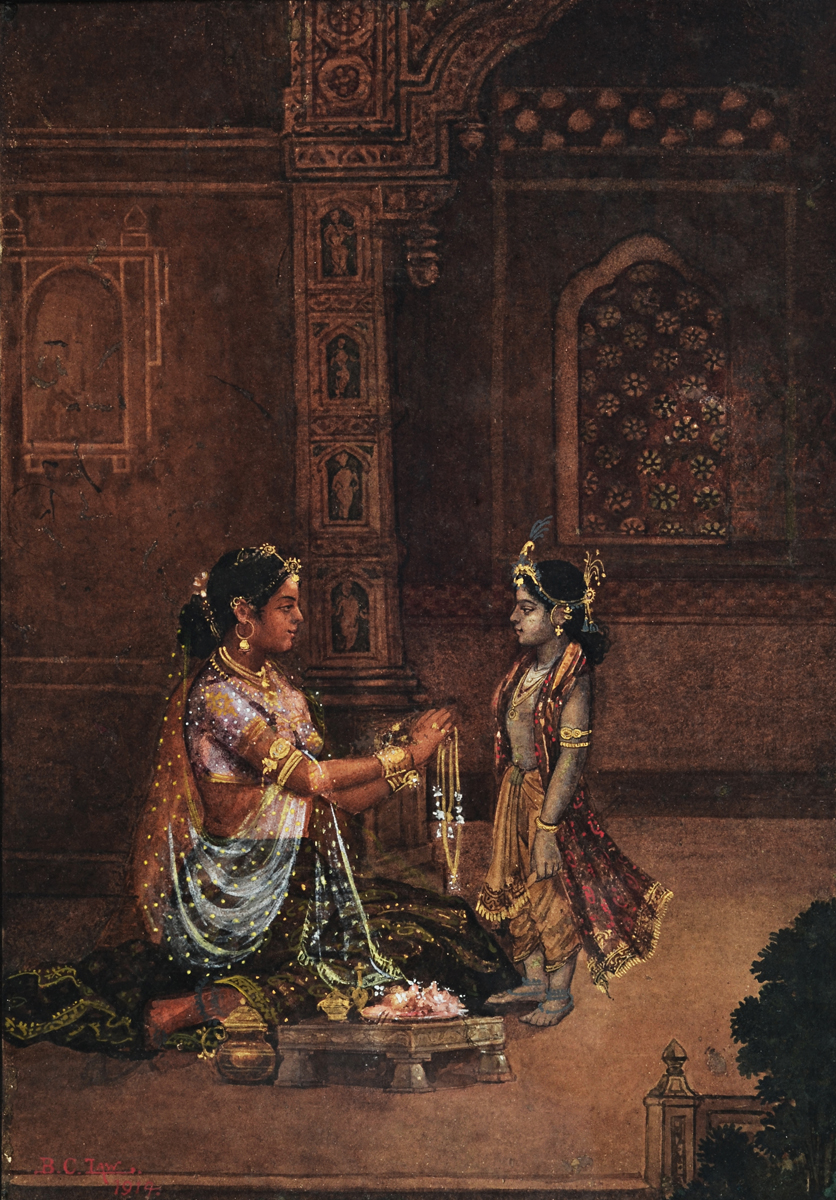
«Яшода и Кришна»

Джамини Рой (*যামিনী রায়, 11 апреля 1887 — 24 апреля 1972) — индийский художник, представитель Бенгальского возрождения.

## Биография
Происходил из семьи среднего достатка, его отец находился на государственной службе. Родился в с. Белиаторе округа Банкура (Бенгалия). Получил сначала домашнее образование. В 1903 году поступил в Государственную школу искусств в Калькутте. Он учился рисовать в академической традиции «Классическая ню» и масляной живописи. Здесь юноша добился значительного успеха в области портретной живописи. Вместе с тем ему самому приходилось зарабатывать на хлеб, рисуя рекламные картинки для торговцев, раскрашивая сотнями дешевые гравюры, работая в мастерской по росписи тканей и в театральной костюмерной. В 1908 году он получил диплом в области изобразительного искусства.
Со временем он отошёл от классической традиции, начав увлекаться импрессионизмом. С 1921 года начал больше внимания уделять народному искусству. Со временем стал одним из учеников известного художника Абаниндранатха Тагора. Со временем становится одним из лидеров бенгальского возрождения. Его персональные выставки с успехом прошли в 1946 году в Лондоне, а в 1953 году — в Нью-Йорке.

## Творчество
Джамини Рой сочетал достижения народного искусства со своими эстетическими концепциями. Колорит его произведений всегда яркий и насыщенный, цвета преимущественно локальные, рисунок четкий и лаконичный, образы предельно выразительны.
Стиль Джамин Роя довольно своеобразный, хотя и чисто национальный. Его произведения имеют очень много общего с народным лубком, росписью керамики. Отсутствие светотени, локальный цвет, скупая и четкая линия, фасовый взгляд на профильном изображении и другое свидетельствуют об этой преемственности. Именно эти качества позволили причислить художника к неопримитивизма.
Художник увлекался созданием композиций, отражающие народные обряды. Об этом свидетельствуют его произведения: «Танцы санталов», «Подношение», «Гопин» и др.

## Награды
- золотая медаль от Фримен Фримен-Томаса, вице-короля Индии, 1934 год
- Падма Бхушан, 1955 год.